# Mundgod
Mundgod est une ville de l'État du Karnataka en Inde, dans le District de Uttara Kannada. Cette ville se trouve sur la route allant de Hubli-Dharwad à Sirsi.

## Géographie
Mundgod est située à une altitude moyenne de 567 mètres.

## Démographie
Lors du recensement de 2001, Mundgod avait une population de 16 171 habitants. Les hommes constituent 51 % de la population et les femmes 49 %. Mundgod a un taux d'alphabétisation moyen de 67 %, plus haut que la moyenne nationale de 59,5 % : hommes, 73 %, et femmes, 62 %. 15 % de la population est âgée de moins de six ans.

## Lieux et monuments
Dans les années 1960, l'administration tibétaine, avec l'aide du gouvernement indien, a proposé d'implanter un certain nombre de camps pour les réfugiés. Le camp de réfugiés tibétains de Mundgod est l'un d'entre eux.
Le gouvernement indien, en accord avec l'État du Karnataka, a consenti à fournir 4 000 acres (16 km2) de terrains forestiers près du village de Taluk. Le camp de réfugiés tibétains de Doeguling a été établi à Mundgod en 1966.
Les monastères tibétains de Ganden et de Drepung ont été établis dans le camp de réfugiés tibétains de Mundgod en 1966 et 1969. En 1999, il y avait au total environ 13 000 résidents. Le camp tibétain se compose de neuf camps avec deux monastères et un couvent. Ils ont établi une banque de crédit pour des fermes, un institut agricole et un centre d’artisanat. Les technologies modernes notamment de communication ont été introduites. Le programme d'études du monastère de Ganden demeure semblable aux enseignements d’avant l'invasion chinoise de 1959 au Tibet.